# Påfågelsspinnare
Påfågelsspinnare (Saturniidae) är en familj i ordningen fjärilar. Några av världens största fjärilar tillhör familjen, exempelvis atlasspinnaren, månspinnare (släktet Actias) och större påfågelsspinnare som anses vara Europas största fjäril.

## Kännetecken
Familjen omfattar vanligen stora arter, med ett vingbredd från 5 till 30 centimeter. Både fram- och bakvingar pryds hos många arter (drygt 40 %) av en vackert färgad, rund eller halvmånformig, i det förra fallet ofta i mitten, lätt genomskinlig ögonfläck. Hos andra arter är ögonfläcken mörk. Några arter har honor med reducerade vingar. Antennerna är hos hannarna försedda med långa kamtänder, ofta har varje antennsegment fyra kamtänder. Sugsnabeln är med några undantag reducerad eller saknas helt. Vissa detaljer i vingarnas ribbmönster, på mellankroppen och bakkroppens inre delar skiljer påfågelsspinnarna från andra familjer i överfamiljen Bombycoidea. Larverna är på övre sidan besatta med taggbärande vårtor eller långa, köttiga utskott med färgglada fläckar på.

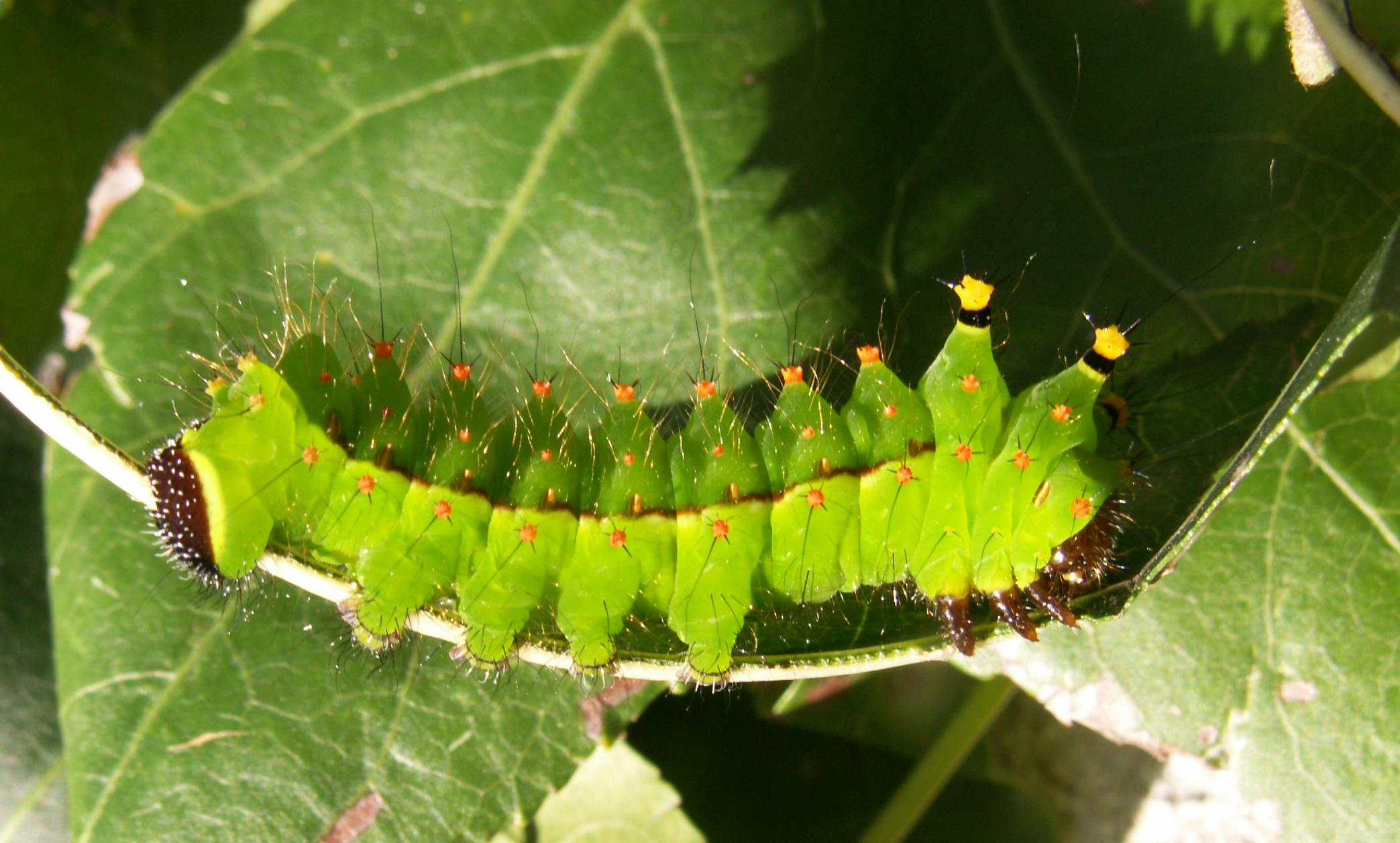
Larv av månspinnaren Actias selene

## Levnadssätt
De flesta arterna är nattaktiva men det förekommer även dagaktiva arter. Äggen läggs på kvistar, enstaka eller i grupper. Larverna livnär sig på blad av olika lövträd. En del larver, främst tropiska, är giftiga och har taggiga utskott som kan orsaka smärtsamma sting. Före förpuppningen spinner den in sig i en kokong, vars silke hos flera arter är av industriell betydelse. 

## Systematik
Familjen delas in i nio underfamiljer, cirka 165 släkten och cirka 1500 arter. Flest arter finns i tropiska områden, framför allt i Sydamerika. I palearktis finns ett tjugotal arter varav tio i Europa. I Norden finns endast två arter: mindre påfågelsspinnare (Saturnia pavonia) och nagelspinnare (Aglia tau). Alla underfamiljerna utom Saturniinae anses vara monofyletiska.

### Underfamiljer och släkten (i urval)
- Underfamilj Oxyteninae (tre släkten, ca 35 arter)
  - Homoeopteryx
  - Oxytenis
  - Asthenidia
- Underfamilj Cercophaninae (fyra släkten, 10 arter)
  - Janiodes
  - Microdulia
  - Neocercophana
  - Cercophana
- Underfamilj Arsenurinae (10 släkten, ca 60 arter) - förekommer i Neotropikerna
  - Almeidaia
  - Arsenura
  - Copiopteryx
  - Paradaemonia
- Underfamilj Ceratocampinae (27 släkten, ca 170 arter) - förekommer i Amerika
  - Adeloneivaia
  - Anisota
  - Citheronia
  - Dryocampa
  - Eacles
  - Syssphinx
- Underfamilj Hemileucinae (51 släkten, ca 630 arter) - förekommer i Amerika
  - Automeris
  - Coloradia
  - Hemileuca
  - Lonomia
  - Ormiscodes
- Underfamilj Agliinae (ett släkte, tre arter)
  - Aglia
- Underfamilj Ludiinae (åtta släkten) - förekommer i Afrika
  - Goodia
  - Ludia
  - Micragone
  - Orthogonioptilum
- Underfamilj Salassinae (ett släkte, 12 arter) - förekommer i tropikerna
  - Salassa
- Underfamilj Saturniinae (59 släkten, ca 480 arter) - förekommer tropiska och tempererade regioner över hela världen.

## Namn
Trivialnamnet stavades tidigare med ett "s", påfågelspinnare.